# 中華民國紅十字會
中華民國紅十字會（英語：The Red Cross Society of the Republic of China (Taiwan)），前身為1904年3月10日創立的上海萬國紅十字會，歷經大清帝國紅十字會、中國紅十字會等名稱更迭，於1933年定名為中華民國紅十字會。1949年隨中華民國政府遷至台灣。目前組織結構包括總會、有6個分會及20個支會，共27個獨立的法人機構。
中國紅十字會於1912年為紅十字国际委员會（ICRC）所承認，1920年成為紅十字會與紅新月會國際聯合會（IFRC）的成員。1971年其國際席位被中國大陸的中國紅十字會所取代，此後中華民國紅十字會試圖延續國際紅十字與紅新月運動的內涵，與各國紅十字會、紅新月會、ICRC、IFRC積極交往，爭取參與各項國際會議及有關人道的任務。

## 歷史

### 清朝
- 由於日俄戰爭，「東三省紅十字普濟善會」首先草創於1904年3月3日，但無法真正進入戰地執行救援工作；3月10日清末名臣盛宣懷與上海茶商沈敦和邀集中、英、法、德、美等五國人士成立上海萬國紅十字會（Shanghai Cosmopolitan Red Cross），以醫療救援遭受波及的東北民眾。
- 1906年清廷簽訂日內瓦公約，上海萬國紅十字會正式加入國際紅十字組織，從此得國際公約保障。
- 1910年，清廷命盛宣懷為大清紅十字會首任會長，納入官方管理。

### 中華民國
- 1911年辛亥革命後，呂海寰等人將紅十字會更名稱改為中國紅十字會，恢復為民間組織。
- 1912年，中華民國建立，袁世凱總統任命呂海寰為中國紅十字會首任會長，並為紅十字國際委員會（ICRC）所承認。
- 1920年成為紅十字會與紅新月會國際聯合會（IFRC）的會員，後在北伐前後經常參與軍閥混戰後的人道救援工作。
- 1932年，國民政府通過《中華民國紅十字會管理條例》，更名為「中華民國紅十字會」，中華民國內政部為主管官署，納入官方管理，由此投入以醫療行動、公共衛生及重大災害的救濟工作。
- 1937年起，中國抗日期間全力投入醫護救援工作。1937年12月6日．总会成立了临时救护委员会，聘请北平协和医学院生理学教授林可胜为临时救护委员会总干事，“负责综理医疗救护事宜”；总干事室下设总务、医务、运输、材料四股，其中医务股702人（包括各医疗队人员），总计827人。1938年春，救护总队部在汉口正式成立，是中华民国红十字会“专负军事救护之机构”，林可胜兼救护总队长。抗日战争期间，救护总队陆续组建了十几个救护大队。

#### 遷往台灣
- 1949年末，國共戰爭尾聲，一時之間紅十字會中止運作，部分紅十字會成員撤離中國大陸。同年中華民國簽署的日內瓦公約，但未能及時批准。
- 1950年，在臺灣逐步恢復運作。
- 1952年，在國際上的會籍被中華人民共和國的中國紅十字會取代，但國際紅十字大會開會時仍會邀請中華民國紅十字會代表，直至1971年中華民國政府退出聯合國為止。
- 1954年10月18日，經中華民國總統令公布《中華民國紅十字會法》以國家級人道組織的定位運作[5]。
- 1971年，中華民國退出聯合國，同年德黑蘭第22屆國際紅十字大會後，中華民國紅十字會無法參與國際紅十字與紅新月運動的正式活動。其後該會仍與紅十字國際委員會等相關組織合作[6]。
- 1999年台灣發生921大地震之後，紅十字會與紅新月會國際聯合會非正式地接受該會以台灣紅十字組織（Taiwan Red Cross Organization）的名義參與國際間的救援行動。
- 2016年，中華民國紅十字會在台南地震的救災情況登上紅十字會與紅新月會國際聯合會官網的報導[7][8]。

## 組織

### 組織法
- 在中華民國政府1930年代完成制定民法、刑法等重要基本法律時，民國22年（1933年）政府公布施行《中華民國紅十字會管理條例》，將原「中國紅十字會」更名為「中華民國紅十字會」，以內政部為主管及監督機關[9][10]。
- 1954年10月18日公布《中華民國紅十字會法》並廢止原管理條例。
- 2016年7月27日，立法院三讀通過廢除紅十字會專法，後經中華民國總統華總一義字第10500080991號令公布廢止《中華民國紅十字會法》[11]。
- 「統一（Unity）」原則：每一國家只能有一個紅十字會。它必須對全國公開，並在全部領土內推行人道工作，乃國際紅十字與紅新月運動七項基本原則之一，該七項基本原則（人道、公正、中立、獨立、志願服務、統一及普遍）係於1965年第20屆紅十字國際會議通過（1986年第25屆通過修正案），並載明於國際紅十字與紅新月運動章程。

### 歷代會長
| 屆次                 | 姓名                                                         | 任期           | 名譽會長 | 會名             |
| -------------------- | ------------------------------------------------------------ | -------------- | -------- | ---------------- |
| 1                    | 盛宣懷（共1年）                                              | 1910－1911年   |          | 大清帝國紅十字會 |
| 2                    | 呂海寰                                                       | 1911－1912年   |          | 中國紅十字會     |
| 3                    | 呂海寰                                                       | 1912－1920年   | 袁世凯   | 中國紅十字會     |
| 4                    | 汪大燮（共4年） 前外交總長、前教育總長、前國務總理           | 1920－1924年   | 呂海寰   | 中國紅十字會     |
| 5                    | 顏惠慶（共9年） 前外交總長、前國務總理                       | 1924－1928年   |          | 中國紅十字會     |
| 6                    | 顏惠慶                                                       | 1928－1933年   |          | 中國紅十字會     |
| 7                    | 王正廷（共9年） 前國務總理、前外交部長、前駐美大使           | 1934－1938年   | 蒋中正   | 中華民國紅十字會 |
| 8                    | 王正廷                                                       | 1938－1943年   | 蒋中正   | 中華民國紅十字會 |
| 9                    | 蔣夢麟（共7年） 前教育部長、前北京大學校長                   | 1943－1946年   | 蒋中正   | 中華民國紅十字會 |
| 10                   | 蔣夢麟                                                       | 1946－1950年   | 蒋中正   | 中華民國紅十字會 |
| 11                   | 劉瑞恆（11年） 前衛生署長、中國近代醫學及公衛先驅            | 1950－1961年   | 蒋中正   | 中華民國紅十字會 |
| 12                   | 盧致德（4年） 前國防醫學院長、中央研究院院士                 | 1976－1980年   |          | 中華民國紅十字會 |
| 13                   | 何應欽（8年） 前軍政部長、代表中華民國接受日本投降的陸軍上將 | 1980－1988年   |          | 中華民國紅十字會 |
| 14                   | 徐亨（共12年） 前中華奧會主席、前立法委員                    | 1988－1992年   | 李登輝   | 中華民國紅十字會 |
| 15                   | 徐亨                                                         | 1992－1996年   | 李登輝   | 中華民國紅十字會 |
| 1996年起改由選舉產生 |                                                              |                |          |                  |
| 16                   | 徐亨                                                         | 1996－2000年   | 李登輝   | 中華民國紅十字會 |
| 17                   | 陳長文（共12年） 前海基會秘書長、前紅十字會秘書長、律師      | 2000－2004年   | 陳水扁   | 中華民國紅十字會 |
| 18                   | 陳長文                                                       | 2004－2008年   | 懸缺     | 中華民國紅十字會 |
| 19                   | 陳長文                                                       | 2008－2012年   | 周美青   | 中華民國紅十字會 |
| 20                   | 王清峰（共12年） 前法務部長、公益律師                        | 2012－2016年   | 周美青   | 中華民國紅十字會 |
| 21                   | 王清峰                                                       | 2016－2020年   |          | 中華民國紅十字會 |
| 22                   | 王清峰                                                       | 2020年－2023年 |          | 中華民國紅十字會 |
| 23                   | 潘維大                                                       | 2024年－2028年 |          | 中華民國紅十字會 |

### 總會

#### 全國會員代表大會
- 理事會、常務理事會
- 監事會、常務監事會
  - 會長、副會長
    - 秘書長、副秘書長

#### 行政部門
行政單位
- 秘書處
- 聯絡發展處

業務單位
- 教育訓練處
- 社會工作處
- 賑濟處

#### 志工團
- 紅十字會救災隊
- 急救及水上安全救生志工隊
- 居家照顧服務隊
- 銀翼志工隊

### 分支會[12]
- 總會
  - 臺灣省分會（18個縣市支會）
  - 臺北市分會
  - 新北市分會
  - 高雄市分會
  - 新高雄分會
  - 桃園市分會
  - 新竹縣支會
  - 新竹市支會
  - 苗栗縣支會
  - 金門縣支會
  - 連江縣支會

### 組織結構性問題
前總會長陳長文指出，1954年《紅十字會法》係以大陸領土的思惟擬訂各項條文，應從台灣的現實觀點出發調整修正。他指出最關鍵問題，就是總分支會「各自獨立，發展不一」，依照會法，總分支會應為「隸屬關係」，但實際上是「27個各自獨立運作（或不運作）的法人」，這組織結構嚴重影響紅十字會整體服務效能，並限制長遠的發展。現行架構下，總會「對分支會的決策完全無法置喙」，當總會推動全國性業務，只能苦心希望分支會配合，「少數分支會為了反對而反對，形成組織內耗」，讓全國性業務推動困難重重。
陳長文因此在總會長任內提出「三會一體」政策，擬將27個法人整合為一個法人，但他說「牽扯到人事財產權的利害關係，部分分支會反彈聲浪大，導致（政府）主管機關明知應為而不為，始終未列入修法的重點。」

## 組織運作

### 國內服務
1994年，李登輝總統建議紅十字會可針對社會實際需要提供多元性的服務。
2004年，陳水扁總統表揚紅十字會的志工，亦曾感謝紅十字會在九二一賑災的貢獻。
近20年例如：921地震（1999）、莫拉克風災（2009）、高雄氣爆（2014）、八仙塵暴（2015）、台南地震（2016）及花蓮地震（2018）都全力投入賑濟復原重建工作。

### 國際參與
2009年，馬英九總統表示政府部門會進一步研究該會能否比照中華民國參與世界衛生大會模式參與國際事務。
總會前秘書長陳士魁表示，全世界三大組織包括聯合國、國際奧會、紅十字會，很遺憾會籍被取代，但臺灣的紅十字會「從來沒有離開過IFRC（紅十字會與紅新月會國際聯合會）」。他說，IFRC在吉隆坡有一備災倉庫，儲備救災物資以備東南亞發生災害急用，這裡的救災物資有來自五國家的捐獻，包括美、日、德、瑞典、台灣。

#### 賑濟復原與重建
- 參與薩爾瓦多、印度、外蒙古等地的賑災募款活動。陳水扁總統2001年表示，「這讓我們在國際救援體系中建立了良好的互動關係，對於我們落實以非政府組織進行國際接軌的外交工作，有很積極正面的意義[15]。
- 2010年海地大地震，紅十字會與政府部會合作救災，並與多明尼加、海地商議協助重建。國際媒體報導，台灣是最早抵達災區進行救援的國家，馬英九認為這逐漸建立台灣人道外交的形象[17]。
- 參與南亞海嘯（2004）、巴基斯坦地震（2005）及水災（2010）、緬甸納吉斯風災（2008）、海地大地震（2010）、紐西蘭地震（2011）、日本311大地震及海嘯（2011）、東非旱災（2011）、伊朗賑災（2011）、美國、牙買加及古巴之珊迪颶風（2012）、菲律賓及帛琉海燕風災（2013）、西非幾內亞伊波拉病毒防治（2014）、斯里蘭卡戰後復原（2014）、智利地震（2014）、敘利亞戰亂難民賑濟（2015）、尼泊爾地震(2015)、蒙古寒害（2016）、非洲四國旱災（2017）、緬甸羅興亞難民賑濟（2017）、美國哈維颶風（2017）、土耳其境內敘利亞難民賑濟（2018）及西日本水災（2018）等賑濟復原重建的工作[1][18]。

援助中國大陸
自1988年雲南地震起至1999年長江水災，中華民國紅十字會捐款及實物賑濟25次以上，接續援助汶川地震（2008）、青海玉樹地震（2010）、甘肅泥石流（2010）、雲南省地震（2012）、雅安地震（2013）、昆山台商工廠爆炸（2014）、雲南魯甸地震（2014）、華中華南水災（2016）及九寨溝地震（2017）。
接受國際紅十字體系的援助
就近20年的例子，包括臺灣的921地震、莫拉克風災、八仙塵暴、2016年南台地震及2018年花蓮地震。

### 爭議
行政費用占比
一般慈善組織都會將部份捐款運用在組織運作的行政花費，如人事經費、募款活動、廣告費等等，一般建議將行政花費壓在25%以下，而美國紅十字會可將行政花費控制在9%。中華民國紅十字會各大賑濟專案綜合業務費大多控制在2%以下。
人事薪酬
- 2005年郝龍斌卸任民進黨政府的環保署長，獲聘任紅十字總會秘書長時，月薪12萬元新台幣遭批評酬庸[21]，但郝那年也分別捐款紅十字會共100萬元。不過相較下，美國紅十字會CEO的薪水是50萬美元（約1,500萬新台幣），逾臺灣十倍[22]。
- 有網友說紅十字會高層月薪40萬元。紅十字會澄清完全是謠言，一名年資20年的副處長月薪僅5萬元[23]。

財報的透明度、政府監督
有網友質疑該會財報不透明。紅十字會表示，都有公開財報，也是「台灣公益團體自律聯盟」成員，可以查到歷年財務報表，且定期陳報財務及專案給政府衛福部等主管機關。台灣公益團體自律聯盟陳琬惠秘書長肯定紅十字會很早即加入自律聯盟，自主揭露財務報告與工作報告，提醒批評者不能靠流言或懶人包了解事情。
民進黨發言人黃帝穎、立委蔡易餘等人公開質疑「因為專法，政府無法監督紅十字會」。紅十字會表示，一直受政府監督，除了理監事有10位政府部會代表，也要向「衛福部提報募款結果報告」、「每三個月向衛福部提報執行進度及財務報告」、「接受衛福部年度專案的會計查核」、「每年財報及每一專案財務報告，經會計師查核，提經理事會，報內政部轉行政院備查」，也適用於《公益勸募條例》的事後監督、政府主管部門（衛福部）近年（2013年-2016年）委託會計師對紅十字會汶川地震、莫拉克專案、日本三一一地震、高雄氣爆及尼泊爾專案一再查核的結果均無缺失。
分階段撥款，遭網友質疑
針對當年網友質疑，中華民國紅十字會為日本震災募得超過17億元新台幣捐款，但至三月底為止，只撥出4億4千250萬元給日本。內政部長李鴻源亦證實，紅十字會對日本三一一震災共募得25億7151萬元，尚有16億9098萬元尚未捐出。中華民國紅十字會總會保證捐款都會用於日本災民。總會於2012年10月8日將日本311賑災硬體重建部分16億餘新台幣全數匯予日本赤十字社。總會執行賑濟工作分階段撥款，一切基於專業考量，乃負責任之作法，並未違法，截至2017年日本三一一專案預算執行率已達99.96%。臺灣921大地震後，日本紅十字會援助臺灣重建，也是分階段撥款。
其在2009年莫拉克風災（八八水災）時所募得的款項，將滿三年之後仍有將近三成、接近15億元的募款沒有使用。紅十字會新北市分會長張孟喻說，紅十字會2012年財務報表顯示，8年前南亞大海嘯起、中國大陸汶川大地震、八八水災及日本大地震等4大天災，募款約100億元，有43億元尚未發給災民；總會駁斥上述皆為不實指控，43億元款項為汶川、莫拉克及日本三一一等大型災難專案的應付保留款，並表示所有專案均專款專用，按賑濟的需求及復原重建的進度撥款。
前秘書長陳士魁2016年5月表示，以2008四川大地震為例，大陸方面希望把臺灣的紅十字會16億元募款「當作港、澳、台，跟大陸一起重建」，陳士魁當時拒絕並強調「中華民國作法希望控制每一分錢真正用在災民身上，非常強調問責，一定要重建計畫才會撥款」。當時，這16億元「在大陸建了43間學校，43間衛生院，還有1所殘疾人康復中心。簽約時給第一期款，開工時給第二期款，蓋好第三期款，到全部完工啟用（付）第四期。」臺灣的紅十字會還派監工要求「比照台灣的防震規模興建」。
高雄氣爆協調
2014年7月31日，高雄發生氣爆事故，高雄市政府公告募款帳號；網友質疑紅十字總會也開設捐款專戶進行募款，是在當「攔路虎」；紅十字會表示，將與高雄市政府相關部門協調溝通，規劃可著力之項目與主責單位及NGO合作夥伴共同合作，不會發生資源重疊浪費情事。後來高雄市政府募到臺灣史上第二高的45億元，但款項使用也爆發災民質疑。

#### 分支會
2012年2月，日本三一一地震將屆一週年，賑災募款已截止九個月，嘉義市支會捐款因人事糾紛遭凍結，無法上繳，臺中縣支會代收的捐款亦未上繳；臺北市分會和臺中市、臺南市支會則是出現逕自將募得款項捐給日本賑災組織的混亂情況。
2015年4月28日，有批踢踢網友稱其母親在高雄分會尾牙抽到的獎品上註明是賑災物資，導致批評；紅十字會高雄分會則表示，並未在任何感恩餐會或聚餐發送獎品，要追查照片來源但尚未聯絡上發文者；總會則表示分支會有各自的理監事，財務和人事獨立。
2016年2月8日，有臉書網友稱紅十字會有員工於個人捐贈物資的時候，攔截下其人的物資並要求收歸入臺南的紅十字會倉庫後再進行分配，被質疑其行為的公信度。紅十字會回應，是志工提醒募資單位應給捐贈者簽收單或收據，並表示若有需要可協助載運災區，可能溝通不良造成誤會；紅十字會表示已與文章發表者溝通並化解誤會。
紅十字義賣紀念票
紅十字義賣紀念票俗稱紅十字會紀念郵票，此紀念票為收藏性質，由中華民國紅十字會台灣省分會發行，不可用來郵寄信件，義賣所得運用於救濟事項。惟若為學校單位協助義賣活動，因有40％義賣所得留校供採購設備用（以健康中心採購醫療相關設備為名目），並非全數留在校內供學生使用，曾發生有校方逼迫學生購買的情事發生。
1991年紅十字會曾爆出「有縣市支會留用的50％經費中，有20％充當經募人員的車馬費或獎金，其餘30％則以各種名義報銷」的指控傳聞，經報導後，時任總會秘書長陳長文宣布停止紀念郵票義賣活動、停止校園紀念票勸募。

## 廢法與修法
2012年，民進黨立委段宜康即提案廢止《中華民國紅十字會法》，他認為台灣在兩岸關係的國際地位特殊性，中華民國紅十字不被紅十字國際委員會所承認和不受日內瓦公約監督，質疑募款有爭議。2016年時代力量徐永明以轉型正義為名，要求廢除紅十字會、廢除紅十字會法。
2016年3月，張善政內閣通過史上最大幅度的修正草案，就外界質疑點修法，送入立法院審議，並獲紅十字總會公開支持。但政黨輪替後三天5月23日，民進黨主政之行政院舉行首次行政立法政策協調會報，針對「修法還是廢止」問題，會中認為，紅十字會有存在的必要，但出現許多弊端，因此決定要廢止1954年訂立的《中華民國紅十字會法》，回歸人民團體法處理，政院強調，相關單位會針對配套措施進行思考。國民黨團則反對廢法。。
紅十字總會表示，全球191個國家的紅十字會，除了查無資料者外，共有157國以專法（如美、日、韓）或以特別命令（如英、荷、澳）。總會質疑廢法是讓該會走向解散之途，總會長王清峰並批評行政院發言人「無證據而污衊」國家的人道組織，並表示紅十字會若有弊端請政府依法究辦。總會長王清峰2016年5月31日投書表示「紅十字會是國際性的特殊組織，不是特權團體。」她質疑廢法之舉不符合《中央法規標準法》第21條規定要件，而且也無正當理由。「立委提出的廢法理由，不外乎紅十字會不被國際紅十字組織所承認、是戒嚴時期的特權產物、政府擔任理監事是門神、萬年會長、募款無庸主管機關同意、為藍十字會、員工從募款中抽取15%的佣金、侵吞內政部的補助款、日本311捐款未即時捐出、賑災物資當尾牙的禮品、103年人事支出高達45%等等。固然我國紅十字會目前不是IFRC的會員國，但乃因國際政治之現實所致，更無理由因此而自我貶抑，紅十字會非戒嚴時期的產物，均有如前述。政府擔任理監事、會長任期及募款問題，則可藉修法調整。至於其他的指控均非事實，紅十字會已一再澄清，若有違法應查辦，而非廢止法律。根據不實的指控，要廢止紅十字會法，實在不具合法性及正當性。」
政大法律學者宋承恩在〈廢除紅十字會之議是世界首聞〉表示，「紅十字會在內國法的特殊地位，源自國際約定，其歷史比國民黨政府久遠且世界各國皆然，並非威權時代的殘餘。...各國紅十字會乃至紅十字國際委員會（ICRC），與台灣紅十字會間，多年來發展出完整的實質關係，並沒有因為缺乏正式承認，而有所阻礙。反之，阻礙來自國內無端的質疑聲浪，...（廢會之議）還是世界首聞，提之各國友人莫不驚嘆萬分。」若廢專法，恐有「將嬰兒與洗澡水一起倒掉」之弊。外交學者趙國財從外交層面提醒，「紅十字會實質上與各國紅十字會交往及合作，存在就是一個事實」，若廢法很可能面臨「承認的問題」，要獲得重新的認可及交往可能很難；他呼籲外界從國際事務角度去考量。
前總會長陳長文則指，這將是蔡英文政府轉型正義的一大負債；並強調紅十字會法人格特殊性，若廢法，極可能危及法人格存續，導致紅十字會走向死亡，他認為「廢法而不修法」顯然是侵害人民權利、不符比例原則的「違憲」行為。謝英士律師質疑，在野黨提出「修法案」、紅十字會也提出對案及爭議解釋，但執政的民進黨遲未回應，認為過程需經充分討論，否則只會製造更多社會衝突。
《中華民國紅十字會法》已於2016年7月正式廢除 。

## 紅十字標誌的使用
- 紅十字會的「紅十字」（包括紅新月及紅水晶，為簡便起見，下文以紅十字統稱之）是一個人道救援的國際專用標誌，依照1949年《日内瓦公约》的規定，紅十字具有國際法上的效力，非戰時僅有各國紅十字會或國際委員會、國際聯合會可以使用，戰時則作為戰地醫療人員的保護標誌，任何武裝部隊均不得攻擊標誌紅十字的車輛、人員、設施，否則即被視為「戰犯」[56]。中華民國的紅十字標誌受到1954年制定、2000年修正的《中華民國紅十字會法》明文保護[44]。
- 中華民國政府2005年2月5日修正之《緊急醫療救護法》[57]第17條規定：「救護車應裝設警鳴器及紅色閃光燈，車身為白色，兩側漆紅色十字及單位名稱，...」依據中華民國政府曾經簽署之《1949年日內瓦第一公約》第44條規定：「...作為一種例外措施，本公約之標誌，得依照本國內法律並經本國紅十字會（紅新月、紅獅與日）之一的明白許可，於平時得用以辨別用作救護車之車輛及標明專為免費治療傷者、病者之救護站所在地。」《中華民國紅十字會法》第3條規定：「中華民國紅十字會，以白地紅十字為標幟；除國際紅十字公約有規定者外，其他公私機關及社團，概不得使用，並禁止作為商業上之製造標及商標。」
- 2016年7月27日中華民國總統令廢止《中華民國紅十字會法》[11]，但外交部2016年7月28日外民參字第10600261940號函特別指出「紅十字會依照日內瓦四公約享有特殊法律地位及對『紅十字』名稱及標誌之專用權，我國雖非國際紅十字會之會員國及日內瓦四公約之締約國，仍應依我國憲法第141條規定，於紅十字會法廢止後，繼續遵守相關國際規範與精神。」